# مبارك بن فضالة
أبو فضالة مبارك بن فضالة بن أبي أمية بن كنانة القرشي العدوي البصري. أحد رواة الحديث النبوي ومن كبار علماء البصرة. استشهد بروايته من كل مم: البخاري في صحيحه روى له في الأدب، وروى له أبو داود والترمذي ومحمد بن ماجه. قال خليفة بن خياط: مبارك بن فضالة بْن أبي أمية بن كنانة مولى زيد بن الخطاب. وقال محمد بن سعد: مولي عمر بن الخطاب. كان له من الإخوة مفضل بن فضالة، وعبد الرحمن بن فضالة، وعبيد الرحمن بن فضالة.

## رواية الحديث
روى الحديث عن عدد من الرواة:
- بكر بن عبد الله المزني.
- ثابت البناني.
- حبيب بن أبي ثابت.
- الحسن البصري.
- حميد الطويل.
- خالد بن أبي الصلت.
- خبيب بن عبد الرحمن.
- عبد الله بن مسلم بن يسار.
- عبد ربه بن سعيد الأنصاري.
- عبد العزيز بن صهيب.
- عبيد الله بن أبي بكر بن أنس بن مالك.
- عبيد الله بن عمر العمري.
- علي بن زيد بن جدعان.
- كثير أبي محمد.
- محمد بن المنكدر.
- مروان الأصفر[2]
- مرزوق أبي عبد الله الشامي الحمصي.
- نصر بن راشد.
- هشام بن عروة.
- يوسف بن عبد الله بن الحارث البصري.
- يونس بن عبيد.
- أبي نعامة السعدي.

## أخذ عنه
روى عن ابن فضالة كثير من الرواة والعلماء، منهم:
- إبراهيم بن حميد الطويل.
- بكار بن محمد بن عبد الله بن محمد بن سيرين.
- بهز بن أسد.
- حبان بن هلال.
- حجاج بن محمد الأعور.
- الحر بن مالك العنبري.
- الحسن بن موسى الأشيب.
- سعيد بن سليمان الواسطي.
- أبو قتيبة سلم بن قتيبة.
- سليمان بن حرب.
- شبابة بن سوار.
- شعبة بن عمران الأصبهاني.
- عامر بن إبراهيم الأصبهاني.
- عبد الله بن بكر السهمي.
- عبد الله بن خيران.
- عبد الله بن المبارك.
- عبد الرحيم بن عبد الرحمن المحاربي.
- عبد الغفار بن الحكم الحراني.
- عبد الملك بن الحسن الرملي.
- عثمان بن الهيثم المؤذن.
- عصام بن يزيد الأصبهاني.
- عفان بن مسلم الصفار.
- علي بن الجعد الجوهري.
- عمرو بن منصور القيسي.
- أبو قطن عمرو بن الهيثم.
- غالب بن فرقد الأصبهاني.
- غسان بن عبيد الموصلي.
- أبو نعيم الفضل بن دكين.
- قبيصة بن عقبة.
- كامل بن طلحة الجحدري.
- الكرماني بن عمرو.
- مسلم بن إبراهيم.
- مصعب بن المقدام.
- موسى بن إسماعيل.
- موسى بن داود الضبي.
- النعمان بن عبد السلام الأصبهاني.
- أبو النضر هاشم بن القاسم.
- هدبة بن خالد.
- الهيثم بن جميل.
- وكيع بن الجراح.
- يحيى بن زكريا بن أبي زائدة.
- يزيد بن هارون.
- يونس بن عبيد الله العميري.
- أبو داود الطيالسي.
- أبو الوليد الطيالسي.

## وفاته
توفي ابن فضالة عام 164 هـ.